# Freestyle Script

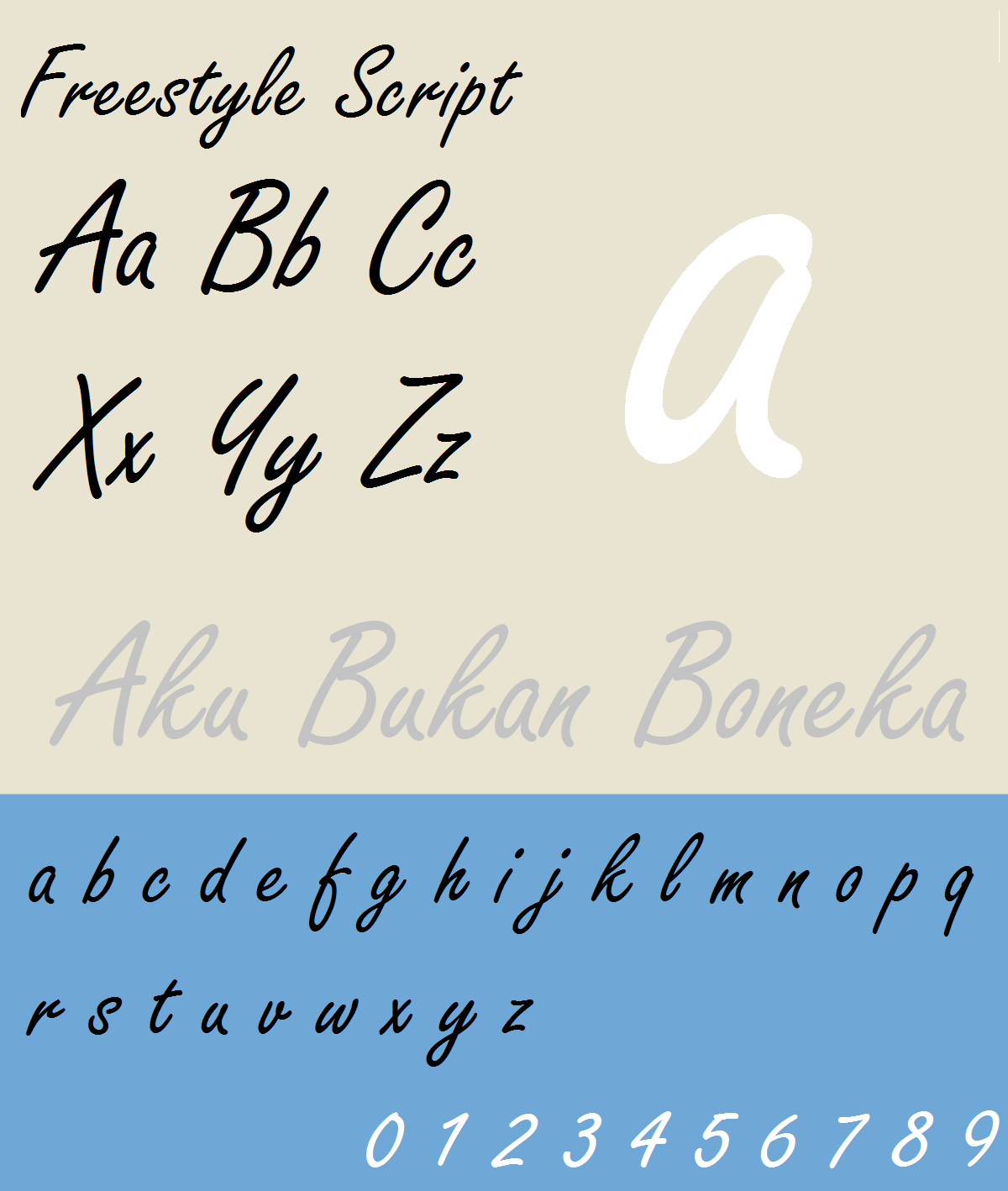
Specimen de Freestyle Script

Freestyle Script este un tip de caractere, proiectat prin Martin Wait în 1981. Aldin, versiune de Freestyle Script a fost proiectată în 1986. Editorii de Freestyle Script sunt Adobe, ITC și Letraset. Are 4 versiuni: Regular, Bold, SH Reg Alt, și SB Reg Alt.